# Geriletu'aodeng
Geriletu'aodeng (kinesiska: 格日勒图敖登, 格日勒图敖登苏木) är en socken i Kina. Den ligger i den autonoma regionen Inre Mongoliet, i den norra delen av landet, omkring 390 kilometer väster om regionhuvudstaden Hohhot.
Genomsnittlig årsnederbörd är 254 millimeter. Den regnigaste månaden är juni, med i genomsnitt 72 mm nederbörd, och den torraste är februari, med 1 mm nederbörd.